# Arvid Pettersson
John Arvid Josef Pettersson (31 de março de 1893 — 7 de maio de 1956) foi um ciclista sueco. Competiu como representante de seu país, Suécia, em duas provas de ciclismo de estrada nos Jogos Olímpicos de Verão de 1912 em Estocolmo.